# UHD
Televizija ultra visoke razlučivosti (poznata i kao Ultra HD televizija, Ultra HD, UHDTV, UHD i Super Hi-Vision) danas uključuje 4K UHD i 8K UHD, dva digitalna video formata s omjerom slike 16:9. Prvo ih je predložio „NHK Science & Technology Research Laboratories”, a kasnije ih je definirala i odobrila Međunarodna unija za telekomunikacije (ITU). To je standard za digitalnu televiziju (DTV) i nasljednik televizije visoke razlučivosti (HDTV), koja je zauzvrat bila nasljednik televizije standardne razlučivosti (SDTV).
Udruga „Consumer Electronics Association” objavila je 17. listopada 2012. da će se "Ultra High Definition" ili "Ultra HD" koristiti za zaslone koji imaju omjer širine i visine slike 16:9 ili širi i najmanje jedan digitalni ulaz koji može nositi i predstavljanje izvornog videa u minimalnoj razlučivosti od 3840 × 2160. Godine 2015. nastao je Ultra HD Forum kako bi se osigurala interoperabilnost i izradile industrijske smjernice kako bi se ubrzalo usvajanje televizije ultra visoke razlučivosti. Od samo 30 u trećem tromjesečju 2015., forum je objavio popis do 55 komercijalnih usluga dostupnih diljem svijeta koje nude 4K razlučivost.
"UHD Alliance", industrijski konzorcij proizvođača sadržaja, distributera i proizvođača hardvera, najavio je tijekom press konferencije Consumer Electronics Show (CES) 2016. svoju specifikaciju "Ultra HD Premium", koja definira razlučivost, dubinu bitova, raspon boja, visoku izvedbu dinamičkog raspona (HDR) potrebnu za Ultra HD (UHDTV) sadržaj i zaslone kako bi nosili svoj Ultra HD Premium logotip.